# Tsimshian

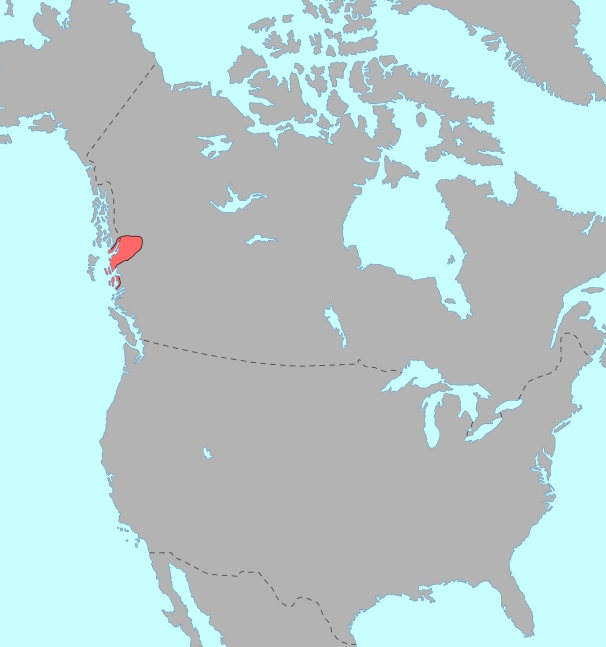
Tsimshian-Sprachen

Die Tsimshian oder Ts’msyan (Aussprache: „Sim-SCHI-an“ oder „SCHIM-schih-än“) sind eine Stammesgruppe von 15 First Nations im historischen Pazifischen Nordwesten entlang der Buchten und Inseln der Nordwestküste sowie entlang der Mündungsgebiete des Skeena und Nass River der kanadischen Provinz British Columbia sowie zweier Stämme auf Annette Island und Revillagigedo Island des Alexanderarchipels im äußersten Südosten des zu den USA gehörigen Alaskas. Die Mehrheit der heute ca. 10.000 Tsimshian (Ts’msyan) lebt im Gebiet rund um die Städte Terrace, Prince Rupert und Kitimat in British Columbia und ca. 1.300 bis 1.500 in den amerikanischen Städten (New) Metlakatla und Ketchikan vor der Küste des Alaska Panhandle.
Ihre heutige Stammesbezeichnung als Tsimshian ist eine englische Adaption ihres Autonyms als Ts’msyan („Volk inmitten des Nebelflusses, d. h. des Skeena River“); dieses wiederum setzt sich aus den Wörtern Ts’m („inmitten, innerhalb“) sowie K'syen oder Ksiyeen („Nebelfluss“, abgel. von K'si – „aus, vom“ und Yeen – „Nebel“) der Bezeichnung für den Skeena River ab. Einzelne Stämme bezeichneten sie oftmals auch einfach als Git oder Gigyet („Volk“, Plural von Gyet oder Gyit – „Person“) und mehrere oder alle Stämme der Tsimshian als Gyigyet oder Gyikgyet („Völker“).
Früher wurden die Tsimshian (Ts’msyan) entlang des Unterlaufs des Skeena Rivers sowie an der Pazifikküste zusammen mit den sprachlich und kulturell eng verwandten Nisga’a (Nisg̱a’a) („Volk entlang des Nass River“) im Norden und den flussaufwärts lebenden Gitxsan (Gitskan) („Volk vom Nebelfluss, d. h. vom Skeena River“) im Nordosten mit dem Sammelbegriff Tsimshian bezeichnet. Da die Nisga’a und insbesondere die Gitxsan keinen direkten Zugang zum Pazifik hatten – wie die Tsimshian – und im Landesinneren lebten, bezeichnete man sie daher als Interior oder Inland Tsimshian (Binnen-Tsimshian); die Tsimshian im Mündungsgebiet des Skeena River in den Pazifik sowie auf den vorgelagerten Inseln wurden hingegen als Coast Tsimshian (Küsten-Tsimshian) bezeichnet. Trotz ihrer Binnenlage zählen die Nisga’a (Nisg̱a’a) und Gitxsan genauso wie die Tsimshian (Ts’msyan) zur Nordwestküstenkultur. Bei den drei Völkern handelt es sich nach ihrem Selbstverständnis jedoch um voneinander unabhängige Ethnien.

## Sprache und Kultur

### Sprache

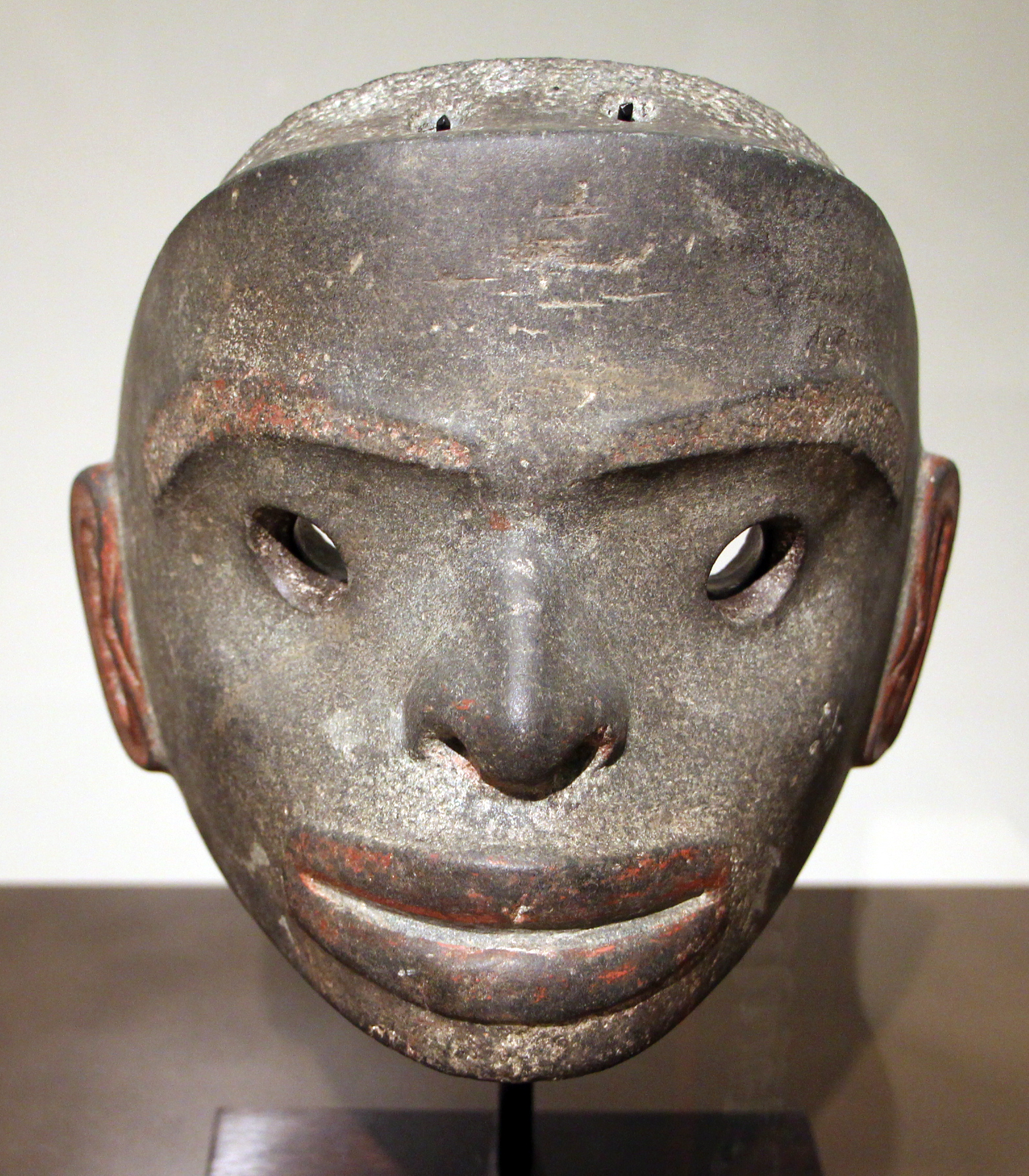
Tsimshian-Maske aus vulkanischem Gestein (Gabbro); aus der Sammlung des französischen Anthropologen Alphonse Pinart (1852–1911), im Pariser Musée du quai Branly. Abmessungen: 21 × 23,5 × 16,5 cm

Zusammen mit den Nisga’a (Nisg̱a’a) („Volk entlang des Nass  River“) und Gitxsan (Gitskan) („Volk vom Nebelfluss, d. h. vom Skeena River“) sprachen die Tsimshian (Ts’msyan) („Volk inmitten des Nebelflusses, d. h. des Skeena River“) zwei der vier Varietäten der Tsimshian (Tsmksian)-Sprachen, die heute allgemein zur Penuti-Sprachfamilie gezählt werden; innerhalb des Penuti werden die Tsimshian-Sprachen zusammen mit den Chinook (Tsinúk)-Sprachen der verschiedenen Chinook-Gruppen zudem als Maritimes Penuti oder Küsten-Penuti bezeichnet.
Ihre Sprache, das Tsimshian, (auch: Maritime Tsimshian, Lower Tsimshian, Northern Tsimshian) zählt mit ca. 350 (2007–2011) Sprechern zu den ernsthaft gefährdeten Sprachen (engl. severely endangered), da meist nur noch die Großelterngeneration diese als Muttersprache beherrscht und die nachfolgenden Generationen meist das dominante Kanadische oder Amerikanische Englisch sprechen, ca. 50 Ältere unter den Nisga’a sprechen zudem das Coast Tsimshian (Sm’algyax), so dass heute es etwa 400 Personen fließend sprechen.
Ihre Sprache umfasst zwei regionale Varietäten oder Dialekte der Tsimshian (Tsmksian)-Sprachen:
- Sm'algya̱x (Sm’algyax) oder Shim-all-giack („Wahre, Echte Sprache“, abgel. von Sm – „wahr, echt, stark“ und Algya̱x – „Sprache“), besser bekannt als Coast Tsimshian (Küsten-Tsimshian) (auch: Northern Tsimshian oder Nördliches Tsimshian) – (wird heute noch von 70 Personen der ca. 1300 bis 1500 Tsimshian (Golla 2007) im Alaska Panhandle, auf Annette Island, New Metlakatla und Ketchikan in Alaska, USA, sowie von 280 Personen entlang des Mündungsgebiets und Unterlaufs des Skeena River und nordwärts entlang der Küste in British Columbia, Kanada, als Muttersprache gesprochen, zudem sprechen es 50 Nisga’a als Zweitsprache)
- Sgüüx̣s (Sguxs), Sgüümsḵ oder Ski:xs[3] („the language beside“, auch: Old Sm'algyax, da es als äußerst konservativer Dialekt betrachtet wurde), besser bekannt als Southern Tsimshian (Südliches Tsimshian, veraltet: Old Klemtu) – (gilt seit dem Tod der letzten Sprecherin, Violet Neasloss, im Jahr 2013 als ausgestorbene Sprache, früher wurde es entlang der Küste südlich des Skeena River von den Gitḵ'a'ata (Gitga'ata) und Gitasts'uu (Kitasoo) gesprochen; Letztere haben heute die Dialektvariante der Haihai (Xai'xais oder /Xíxís/), einer Gruppe der Heiltsuk (früher: Bella Bella und Klemtu) angenommen, deren Sprache ein Dialekt der Heiltsuk-Oowekyala-Sprache ist, die zu den vier Nördlichen Wakashan-Sprachen zählt)

### Politische und soziale Organisation
Die stark hierarchisierte und matrilineare Gesellschaft der Tsimshian (Ts’msyan) (wie auch die der Gitxsan und Nisga’a) unterteilte sich in einzelne exogame Waap oder Walp (eine Hausgruppe), welche aus einer oder mehreren eng verwandten Familien bestanden, die ihre Abstammung jeweils auf eine Stammmutter über eine Mütterlinie zurückführten (Matri-Lineage). Die einzelne Waap (Walp) (Hausgruppe) wurde je durch einen Lak'agyet oder Lik'agyet (Oberhaupt, Plural: Lik'agyigyet) geführt und bewohnte 20 bis mehr als 250 Menschen umfassende G̱alts'ipts'ap (Siedlungen, Singular: G̱a̱lts'ap oder G̱a̱ldzap, abgel. von G̱a̱l – „beinhalten, Raum für“ und Ts'ap – „Bewohner eines Dorfes“) – wurden durch den erblichen und führenden Sm'oogyit oder Sm'oogyet (männlicher Häuptling oder „House Chief“, Plural: Sgyigyet oder Smgigyet) – Mansm'ooygit (führender männlichen Häuptling) genannt – politisch geführt; war kein männlicher Häuptling der Mütterlinie der führenden Hausgruppe vorhanden, übernahm dieses Amt eine Sigidmna'ax oder Sgyidmna̱'a̱ (weiblicher Häuptling oder „House Chief“), diese Häuptlinge werden (wurden) in speziellen Angelegenheiten von sog. wing chiefs (Unterhäuptlingen) vertreten, z. B. der Nutzung und Verwaltung der Forstwirtschaft (früher der diesen gehörenden Wäldern), Tourismus oder Unternehmungen den Fischfang betreffend.
Die einzelnen Waap (Walp) besitzen eigene Laxyuup (Siedlungsräume mit Jagdrechten und Fischgründen) und sind daher die soziale, ökonomische und politische Basis der Gesellschaft.
Mehrere verwandte Waap (Walp) – also sog. Wuwaap oder Wuwalp (Plural von Waap oder Walp) – gehörte(n) jeweils einem der vier matrilinearen traditionellen Tsimshian Pteex oder P’deek (Clans) an, deren Name sich vom Totemtier der führenden Lagüünsk oder La̱k'üünsk (Familie) ableitet, die sich durch eigene Adawx oder Adaawx (Tradition, Mythen sowie Familiengeschichten) jeweils definierten und abgrenzten; diese überlieferten und tradierten Geschichten wurden mittels Bupts'aan (Plural von Pts'aan oder Pts'an) (Totempfählen), die die einzelnen Familien errichteten, erzählt. Die Clans selbst wiederum waren in mindestens zwei oder mehrere große matrilineare Wil'naat'ał (Lineages oder Familienverbände) unterteilt, die jeweils Verwandte der gleichen Wil'naat'ał unter anderen Clans oder Stämmen der Tsimshian sowie benachbarter Völker wie den Gitskan, Tlingit oder Haisla hatten und somit politisch auf ein großes Netzwerk, das über die eigene Siedlung oder den eigenen Stamm hinaus reichte, zurückgreifen konnten.
Folgende Clans waren jeweils unter allen Stämmen der Tsimshian (Ts’msyan) vertreten:
- Laxgibuu oder Laxgyibuu (Wolf-Clan) – identisch mit dem Laxgibuu / Lax̱gibuu (Wolf-Clan/-Stamm) der Nisga’a oder dem Lax Gibuu (Wolf-Clan) der Gitxsan
- G̱anhada oder G̱a̱nhada (Kolkraben-Clan) – identisch mit dem Ganhada / G̱anada (Kolkraben-Clan/-Stamm) der Nisga’a und dem Lax See'l (Kolkraben-Clan) oder Lax Ganeda / Ganada (Frosch-Clan) der Gitxsan
- Gispwudwada oder Gisbutwada (Schwertwal-Clan) – identisch mit dem Gispwudwada oder Gisḵ'aast (Schwertwal-Clan/-Stamm) der Nisga’a oder dem Gisgaast / Giskaast (Stauden-Feuerkraut (Fireweed)-Clan) der Gitxsan
- La̱xsgiik oder La̱xsgyiik (Weißkopfseeadler-Clan) – identisch mit dem Laxsgiik / Lax̱sgiik (Weißkopfseeadler-Clan/-Stamm) der Nisga’a oder dem Lax Skiik (Weißkopfseeadler-Clan) der westlichen Gitxsan Wilps

Da, wie oben bereits erwähnt, die Tsimshian (Ts’msyan) in exogame sowie matrilineare Waap / Walp (Hausgruppen), Wil'naat'ał (Lineages oder „Familienverbände“), Wuwaap / Wuwalp (Stämme) sowie Stämme-übergreifende P’deek (Clans) unterteilt waren, gehörten die Kinder automatisch zur Waap (Hausgruppe) sowie zum P’deek (Clan) der Mutter; gehörte z. B. der Vater dem Gispwudwada / Gisbutwada (Schwertwal-Clan) und die Mutter dem Laxgibuu (Wolf-Clan) an, gehörten auch deren Kinder zum Laxgibuu (Wolf-Clan). Gehörte der Vater den Tsimshian (Ts’msyan) an und stammte die Mutter ursprünglich aus einem anderen Stamm, gehörten auch hier die Kinder dem P’deek (Clan) und Stamm der Mutter an – und nicht den Tsimshian (Ts’msyan).
Da die Tsimshian (Ts’msyan) glaubten, dass jeder P’deek (Clan) sich auf eine gemeinsame Stammmutter zurückführt, erlaubten ihre Heiratsregeln keine Heiraten innerhalb des gleichen P’deek (Clan). Hierdurch waren sie gezwungen, ihre zukünftigen Ehepartner außerhalb ihres eigenen P’deek (Clan) innerhalb ihres Wuwaap (Stamm) oder unter ebenfalls in matrilineare Clans organisierten benachbarten Völkern – Gitxsan, Nisga’a, Tlingit (Tsimshian-Name: Gyida̱g̱a̱niits / Gyedag̱aniits – „Nordwestwind, d. h. Volk vom Nordwesten“), Haida, Tahltan (Östliche Tsetsaut, Tsimshian-Name: Stik'iin), Tsetsaut (Westliche Tsetsaut, Tsimshian-Name: Ts'a̱ts'aaw – „Volk im Landesinnern“), Lax̱wiiyip (Portland Inlet Athabascans oder Stikine Tahltan, Tsimshian-Name: Stik'iin), Wet’suwet’en (Tsimshian-Name: Githagwilgyet – „Volk von Hagwilgyet“), Babine oder Dakelh – zu suchen, so dass diese gegenseitigen exogamen Heiraten zwischen zwei (oder mehreren) Gruppen zur Grundlage umfassender Allianzen zwischen (wie bei den Athapasken sogar ethnisch und sprachlich) verschiedenen Völkern wurden (siehe Frauentausch). Für diese Stämme war nicht die sprachliche oder ethnische Abstammung von Bedeutung, sondern die Zugehörigkeit zum P’deek (Clan) der Mutter, und da alle Stämme glaubten, die Clans seien untereinander verwandt, konnten sie in Not- oder Kriegszeiten auch auf Hilfe von Clanmitgliedern unter benachbarten Stämmen setzen. So betrachteten z. B. die Mitglieder des Laxgibuu / Laxgyibuu (Wolf-Clan) der Tsimshian (Ts’msyan) die Stammesmitglieder des Lax Gibuu (Wolf-Clan) der Gitxsan / Gitanyow, des Laxgibuu (Wolf-Clan/-Stamm) der Nisga’a, des Ch'aak'/Gooch naa (Adler-/Wolf-Clan) der Tlingit, des Kaadaas gaah Kiiguwaay (Rabe-/Wolf-Clan) der Haida, des Gitdumden (Wolf-/Bären-Clan) der Wet’suwet’en, des CheYonne (Wolf-Clan) der Tahltan sowie des Wolf-Clan der Tsetsaut und Lax̱wiiyip als Bluts-Verwandte mit einer gemeinsamen Stammmutter.

## Geschichte
Das heute als Tsimshian bekannte Volk wurde früher als Küsten-Tsimshian (Coast Tsimshian) bezeichnet. Der Name Tsimshian stellte einen Sammelbegriff für drei Gruppen dar. Neben den Coast-Tsimshian waren dies die Gitxsan und die Nisga’a. Gitxsan und Nisga'a sind von den Tsimshian unabhängige Ethnien.

### Frühgeschichte und kulturelle Grundlagen
In den Fundstätten um Prince Rupert, wo sich die Winterdörfer befanden, zeigte sich, dass zwischen 3000 und 2000 v. Chr. erheblich weniger Menschen in der Region lebten, als zur Zeit des ersten Kontakts mit Europäern. Die Häuser waren wesentlich kleiner, es gab keine Hinweise auf Statusunterschiede. Doch wurden bereits zu dieser Zeit alle Häuser am Strand entlang aufgestellt, wie es an der Pazifikküste bis heute weit verbreitet ist.
Ab etwa 500 n. Chr. begannen die Ablagerungen in Form von Muschelhügeln deutlich schneller anzuwachsen, was auf eine ebenso wachsende Bevölkerungszahl hinweist. Dazu kamen größere Dörfer mit größeren Häusern. Mit diesen Häusern erschienen auch komplexere Holzbearbeitungswerkzeuge und Werkzeuge zum Fertigen von Kanus.
Zudem war die Gesellschaft erkennbar hierarchisch gegliedert, denn die größeren Häuser – offenbar der dominierenden Familien – standen inmitten der zum Rand hin kleineren Häuser, eine Anordnung, die sich auch neben den Häusern weniger hochgestellter Familien erkennen lässt. Auch waren diese „Häuptlingshäuser“ mit Prestige erhöhenden Gegenständen ausgestattet.
Die meisten Kulturelemente, die die ersten Europäer Ende des 18. Jahrhunderts antrafen, waren um 500 bereits voll ausgebildet. Der soziale Rang ist nicht nur an den Häusern, sondern auch an Grabbeigaben zu erkennen. Die Männer erhielten Waffen als Beigaben, Frauen Muscheln und Amberanhänger, sowie Kupferohrringe. Einfache Stammesangehörige hatten Begräbnisstätten ohne Ausstattung, Sklaven wurden ganz ohne Kästen beerdigt, einige verstümmelt.
Es scheint, als wäre – wahrscheinlich durch Tradition – die Zahl der Häuser in jedem Dorf festgesetzt gewesen. Wahrscheinlich hatte jede Verwandtschaftslinie bereits eigene Ressourcen. Noch bis etwa 1830 wurde der Lebensstil der Tsimshian durch den Kontakt mit den europäischen Pelzhändlern kaum verändert.
Die Nahrungsversorgung erfolgte in der Vergangenheit hauptsächlich durch Fischerei (Heilbutt, Lachs) und Jagd (Robben, Seelöwen, Seeotter). Darin unterscheiden sie sich von Gitskan und Nisga’a, die – abgesehen vom Lachs und vom Kerzenfisch – eher Landsäuger, wie Bären und Bergziegen jagten.
Wie alle Nordküstenindianer unterlagen die Tsimshian einer stark hierarchischen Gesellschaftsordnung. Die Erbfolge wurde durch die mütterliche Seite bestimmt und die Position eines jeden anhand der Zugehörigkeit zu einem der vier Clans (pteex) festgelegt. Die Clans waren je einem Totemtier zugeordnet und hießen dementsprechend Laxsgiik (Adler-Clan), Gispwudwada (Orka), Ganhada (Rabe) und Laxgibuu (Wolf). Nur zwischen diesen Clans wurden Heiraten als rechtmäßig anerkannt, innerhalb der Clans waren sie nicht gestattet (siehe Exogamie: Außenheirat).
Der Häuptling eines Dorfes wurde durch den Anführer des einflussreichsten Clans gestellt. Die Anführer der übrigen Clans bildeten mit ihm den Dorfrat. Starb der Häuptling, so ging seine Seele in einen der Hunde über. Dieser wurde mit allen Ehren bestattet.
Im Prince Rupert Harbour fand man ein Kriegergrab aus der Zeit um 200 n. Chr. Der Tote hatte den Schädel einer Frau im Grab, möglicherweise eine Kriegstrophäe, zwei Keulen, eine aus dem Knochen eines Orka-Kiefers, eine aus Walknochen, einen Dolch, ein Kupferarmband, ein Ziegenhorn und einen Hammerstein. Dazu kamen Reste einer Art Rüstung, wie sie die Tsimshian-Krieger bis um 1800 trugen.
Ähnlich wie andere Stämme der nordamerikanischen Westküste fertigten die Tsimshian die meisten ihrer Gebrauchsgegenstände aus der Rinde des Riesen-Lebensbaumes (Red Cedar). Aus diesem Material ließen sich Werkzeuge, Kleidung, Wohnstätten, Waffen und Kanuhaut herstellen.
Die Tlingit führen ihre hoch entwickelte Webkunst, zum Beispiel die Chilkat-Decken, auf die Tsimshian zurück. Ähnliches gilt für andere ihrer Kunstfertigkeiten. Dabei waren Namensaustausch, Handel und Verwandtschaft, aber auch die gegenseitige Versklavung zwischen den Tlingit, den Tsimshian und den Haida verbreitet.
Die Tsimshian waren die nächsten Nachbarn der Haida und häufig die Opfer ihrer Raubzüge. Ähnlich wie diese waren die Tsimshian eine Seefahrernation.
Insbesondere wenn es um die Aufteilung der Fischgründe und anderer Ressourcen, das Fangen von Sklaven oder das Ausüben von Racheakten ging, mündete die Konkurrenz mit den Tlingit in offene Auseinandersetzungen.
Die reich fließende Nahrungsquelle Lachs ermöglichte es den Tsimshian früh, sesshaft zu werden, und sich in Siedlungen niederzulassen. Wie bei Küstenindianern üblich, lebten sie in Langhäusern. Sie waren bei ihnen besonders lang und beherbergten normalerweise eine komplette Großfamilie.
Die Religion der Tsimshian bezog sich vor allem auf den „Herrn des Himmels“, der den Menschen in Zeiten der Not beistand, indem er ihnen seine übernatürlichen Gehilfen zur Unterstützung sandte. Die Tsimshian glaubten, dass Wohltätigkeit und die Reinigung des Körpers (in Form von Waschen oder spiritueller Reinigung, beispielsweise Fasten) ihnen den Weg in das Jenseits ebnen würden.
Wie für alle nördlichen Küstenindianer war der so genannte Potlatch ein wichtiger Teil ihrer rituellen Handlungen, der von den Tsimshian yaawk genannt wurde.
Die Tsimshian sind für ihre komplexen Rituale und die dazu benötigten Gegenstände berühmt. Zu diesen Ritualen gehören die Totempfähle, aber auch Dramen, Lyrik und Musik. Für jede rituelle Gelegenheit gibt es eigene Lieder. Wiegenlieder sind Eigentum bestimmter Familien und werden von Generation zu Generation weitergereicht. Insgesamt lassen sich die Lieder drei Kategorien zuweisen: Die ältesten Lieder reichen sehr weit zurück und werden nur zu bestimmten Festen von bestimmten Personen vorgetragen; ebenfalls im zeremoniellen Rahmen werden die old songs gesungen; schließlich gibt es Lieder, die erst nach der Kolonialisierung entstanden sind.

### Europäer und US-Amerikaner
Als die ersten Europäer Ende des 18. Jahrhunderts ins Gebiet der Tsimshian kamen, lebten die meisten um Prince Rupert und den Kitselas Canyon in zehn Stämmen. Sie waren aus weitem Umkreis hierhergezogen, um am Pelzhandel zu partizipieren, und weil hier die Lachse reichlich vorkamen. Es war eines der größten Dörfer des Stammes und maß ungefähr 180 mal 60 m, wobei es sich am Meeresufer entlangzog. In der Grabungskampagne von 1968 bis 1970 wurden rund 14.000 m³ Kulturabraum durchsucht, wobei allein an der nahe gelegenen Lachane Site 500 Holzartefakte zutage kamen, die in einem Bach überdauert hatten.
Ein fast noch günstigeres Milieu zur Erhaltung von organischem Material bieten so genannte shell middens (Køkkenmøddinger), oftmals riesige Muschelabfallhaufen, die durch chemische Prozesse Säuren neutralisieren. In diesem Fall ließen sich rund 200 Häuser nachweisen, die, bei einer durchschnittlichen Lebensdauer von 25 Jahren, in stetem Wechsel dazu beitrugen, den Hügel aufzuschichten. Dazu kamen Abfälle.
Eine ungewöhnliche Quelle sind die pit cache genannten Verstecke für die Wintervorräte, üblicherweise Fisch. Jede Familie hatte eine eigene Grube, die geheim gehalten wurde. Das wiederum hing damit zusammen, dass bei Überfällen nur die eigene Vorratsgrube verraten werden konnte. In besonders harten Wintern war dies eine realistische Befürchtung und zugleich Sicherheitsmaßnahme, denn Stämme aus weniger günstig gelegenen Gebieten drangen dann in die Tsimshian-Dörfer vor.
Im Gegensatz zu den weiter südlich lebenden Gruppen der Nuu-chah-nulth und auch der Haida konnten die Tsimshian ihr regionales Pelzhandelsmonopol bis Anfang der 1850er Jahre aufrechterhalten.
Das Ende der traditionellen Tsimshian-Kultur als eine der einflussreichsten Kräfte der Region begann mit dem Ausbruch der Pocken im Jahr 1862, als in nur drei Jahren 80 % der Stammesmitglieder an dieser von Europäern eingeschleppten Krankheit verstarben. So leben heute nur noch etwa 10.000 Tsimshian.

### Die Tsimshian Alaskas

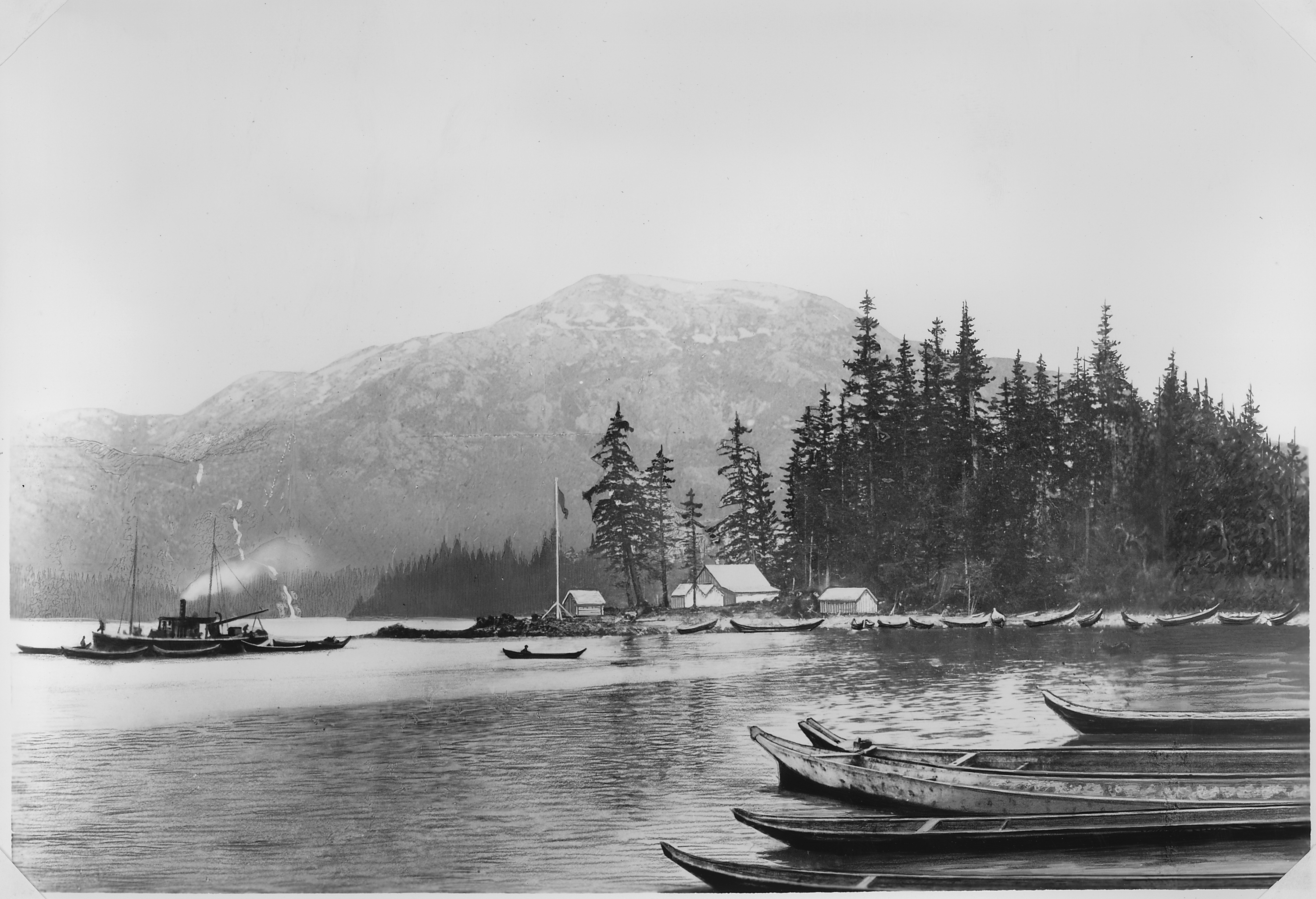
Das Bauwerk war das erste auf Annette Island und diente William Duncan als erste Residenz. Links das Boot Glad Tidings beim Aufbruch zur Rückkehr nach Fort Simpson im September 1887, von wo die ersten Bewohner dorthin gerudert worden waren.

Die Tsimshian Alaskas waren Opfer der religiösen Verfolgung im Kanada des späten 19. Jahrhunderts. Angeführt von Missionar William Duncan erbat eine Gruppe Tsimshian bei der Regierung der USA das Recht auf Ansiedlung auf Annette Island in Alaska. Dort angekommen, errichtete Duncan mit rund 50 Tsimshian das Dorf Neu-Metlakatla. Sie lebten nunmehr im Anglikanischen Glauben und nach europäischen Gebräuchen. Annette Island ist seitdem ein Reservat und seit 1971 das einzige verbliebene in ganz Alaska. Die Bewohner behielten Besitz und Status des Reservats bei und verzichteten dadurch auf das Gesetz zur Abfindung der Ansprüche der Ureinwohner in Alaska (Alaska Native Claims Settlement Act). Obwohl keiner eigenen Körperschaft, also einem Verbund von Ureinwohnern zugehörig, dürfen die Tsimshian Anteile an der Sealaska Corporation erwerben. Zudem ist Annette Island der einzige Ort in Alaska, an dem Fischreusen beibehalten werden dürfen. Diese waren verboten worden, als Alaska 1959 ein Staat der USA geworden war.

## First Nations und Stämme der Tsimshian
Heute gibt es fünfzehn G̱alts'ipts'ap (Siedlungen, sprich: Stämme) oder First Nations der Tsimshian in British Columbia, die jeweils über mehrere Indian reserves nach dem Indian Act von 1876 verfügen; im US-Bundesstaat Alaska gibt es zwei Tsimshian-Gruppen – eine wird rechtlich zu den Alaska Natives gezählt, die andere zu den auf Bundesebene anerkannten (federally recognized tribes) indianischen Völkern, die daher auch als einzige indigene Ethnie in Alaska eine Indian Reservation besitzen und daher über das ihnen hierin zugesprochene Stammesland verfügen können.

### First Nations in British Columbia
- Gitasts'uu oder Gidisdzu – heutige Kitasoo/Xaixais First Nation[15] (abgel. von git- „Volk von“ und disdzuu – „great, tiered house-depression“, die Gitasts'uu von Kitasu Bay bilden zusammen mit den Haihais (Xai'xais, /Xíxís/ oder Hihg-hais) von Kynoc Inlet der Heiltsuk (früher: Bella Bella oder Klemtu) die Kitasoo/Xaixais First Nation, die heute meist im Verwaltungssitz, der heutigen Stadt Klemtu  (Klemdulxk (Xłmduulxk) – „blockierte Passage“, da in der Bucht der Bullkelp einen Kelpwald bildet), auf Swindle Island an der Nordküste der Inside Passage leben; Klemtu war ein historischer Tsimshian-Siedlungsplatz auf Handelsrouten, später diente er diesen als Handels- sowie Versorgungsstützpunkt für die Dampfschiffe der Inside Passage, bis vor Kurzem sprachen sie noch Sgüüx̣s (Sguxs) oder Sgüümsḵ (Southern Tsimshian) und werden daher zusammen mit den Gitḵ'a'ata (Gitga'ata) als Southern Tsimshian bezeichnet, Reserves: Csnoona#2, Dil-Ma-Sow #5, Ganger Island #14, Goo-Ewe #8, Kdad-Eesh #4, Kinmakanksk #6, Kitasoo #1, Lattkaloup #9, Mary Cove #12, Quckwa #7, Skilak #14, Ulthakoush #11, Weeteeam #3, Population: 518)
- Gitḵ'a'ata oder Gitga'ata – heutige Gitga'at First Nation[16] („Volk des Schilfrohrs“, leben meist in der Siedlung und Verwaltungssitz Hartley Bay (Txałgiiw  oder Txałgiw) an der Mündung des Douglas Channel an der Pazifikküste, B.C., die heutige First Nation leitet sich von zwei Gruppen ab – den Gitḵ'a'ata, die im Winter in Laxgal’tsap („Alte Siedlung“, auch: „Dorf/Ort errichtet auf mehreren vorherigen Siedlungen“)[17] im Kitkiata Inlet auf der Nordwestseite des Douglas Channel siedelten und in weiteren Dörfern sowie Camps im Douglas Channel, Whale Channel, Wright Sound, Lewis Pass und Camaano Sound; sowie den Gitn’oogad’x, die auf den Aristazabal, Campania, Princess Royal und anderen nahen Inseln lebten, sprachen wie die Gitasts'uu (Kitasoo) ursprünglich Sgüüx̣s (Sguxs) oder Sgüümsḵ (Southern Tsimshian), übernahmen jedoch Mitte des 19. Jhd. das Sm'algya̱x (Sm’algyax) oder Coast Tsimshian der nördlich lebenden Tsimshian, Reserves: Gander Island #14, Gill Island #2, Gribble Island #10, Kahas #7, Kayel #8, Kitkahta #1, Kulkayu (Hartley Bay) #4, Kulkayu (Hartley Bay) #4a, Kunhunoan #13, Lachkul-Jeets #6, Lackzuswadda #9, Maple Point #11, Quaal #3, Quaal #3a, Turtle Point #12, Population: 735)
- Gitxaała oder Kitkatla – heutige Gitxaala Nation[18] (abgel. von git- „Volk vom/von“ und kxaała – „offene See“, d. h. „Volk der offenen See“,[19] da sie am weitesten entfernt von den Tsimshian auf dem Festland lebten, siedeln in der gleichnamigen Ortschaft Kitkatla (auch La̱x Klan genannt), ca. 45 km südwestlich von Prince Rupert auf Dolphin Island, laut Überlieferung waren die Gitxaała die ersten Tsimshian, die mit den Europäern in Kontakt kamen sowie die Ersten, die Gewehre besaßen, früher auch als Porcher Island Indians bezeichnet, in der ersten Phase des Kontaktes bezeichnete man sie auch nach ihrem damals bedeutendsten Häuptling namens Ts'ibasaa als Sebassa tribe, Reserves: Citeyats #9, Clowel #13, Dolphin Island #1, Grassy Islet #2, Keecha #11, Keswar #16, Keyarka #17, Kitlawaoo #10, Kitsemenlagan #19, Kitsemenlagan #19A, Klapthlon #5, Klapthlon #5A, Kooryet #12, Kul #18, Kumowdah #3, Pa-aat #6, Sand Island #4, Sheganny #14, Toowartz #8, Tsimairen #15, Tsimtack #7, Population: 1.911)
- Gitsmḵ'eelm oder Kitsumkalum – heutige Kitsumkalum First Nation[20] (abgel. von git – „Volk vom/von“, ts'm – „in“ und ḵ'eelm – „Plateau“, d. h. „das Volk vom Plateau“, der Verwaltungssitz ist Kitsumkalum westlich von Terrace, Reserves: Dalk-ka-gila-quoeux #2, Kitsumkaylum #1, Port Essington (geteilt mit der Kitselas First Nation), Zimagord #3, Population: 738)
- Gits'ilaasü oder Gitselaasik (Kitselas) – heutige Kitselas First Nation[21] (abgel. von git „Volk vom/von“ und ts'ilaasü – „Canyon“, d. h. „Volk vom Canyon“ der Verwaltungssitz, der sich inzwischen auch zum Hauptsiedlungsort entwickelt, ist Gitaus nahe Kitselas, B.C., lebten am weitesten den Skeena River flussaufwärt im Landesinnern bis zum Kitselas Canyon, der Grenze zum Stammesgebiet der Gitxsan, Reserves: Kitselas #1 (Tsimshian Name: Git'aws), Chimdimash #2 (Tsimshian Name: Tsmdimaas), Chimdimash #2A (Tsimshian Name: Tsmdimaas), Ikshenigwolk #3 (Tsimshian Name: Ks'nigwaalk), Kshish #4, (Tsimshian Name: Endudoon), Kshish #4B (Tsimshian Name: Endudoon), Zaimoetz #5 (Tsimshian Name: Tsmhuutsa), Kulspai #6 (Tsimshian Name: Gn spaa), Ketoneda #7 (Tsimshian Name: Git'ndaa), Spkshuut #8, drei der Reserves sind bewohnt (Gitaus, Kulspai und Endudoon), Population: 616)
- Gitlaxkw'alaams oder Lax Kw'alaams – heute Lax Kw'alaams Band[22] (Gitlaxkw'alaams – „Volk, wo die wilden Rosenbüsche blühen“, früher oft einfach Port Simpson Indians genannt, abgel. von Laxlgu'alaams- „Insel der wilden Rosenbüsche“, der Tsimshian-Bezeichnung für die später Port Simpson genannte Siedlung am Lower Skeena River, Reserves: Alastair #80, Alastair #81, Alastair #82, Alder Creek #70, Bill Lake #37, Birnie Island #18, Burnt Cliff Islands #20, Carm Creek #38, Channel Islands #33, Dashken #22, Dundas Island #32B, Dzagayap #73, Dzagayap #74, Ensheshese #13, Ensheshese #53, Far West Point #34, Finlayson Island #19, Gitandoiks #75, Gitandoiks #76, Iakgwas #69, Iakvas #68, Iakwulgyiyaps #78, Imkusiyan #65, Kasika #36, Kasika #71, Kasika #72, Kasika River #29, Kateen River #39, Ketai #28, Khtahda #10, Khutzemateen #49, Khyek #8, Klakelse #86, Knamadeek #52, Knames #45, Knames #46, Knokmolks #67, Ksabasn #50, Ksadagamks #43, Ksadks #44, Ksagwisgwas #62, Ksagwisgwas #63, Ksames #85, Kshaoom #23, Kstus #83, Kstus #84, Ktamgaodzen #51, Kyek #64, Lachmach #16, Lakelse #25, Lakelse #87, Lax Kw'alaams #1, Maganktoon #56, Maklaksadagmaks #41, Maklaksadagmaks #42, Me-Yah-Law #47, Meanlaw #24, Meyanlow #58, Ndakdolk #54, Nishanocknawnak #35, Pitt Island #27, Prince Leboo Island #32, Psacelay #77, Red Bluff #88, Salvus #26, Scuttsap #11, Scuttsap #11A, Spakels #17, Spanaknok #57, Spayaks #60, Spokwan #48, Toon #15, Tsemknawalqan #79, Tymgowzan #12, Union Bay #31, Wilskaskammel #14, Wudzimagon #61, Zayas Island #32A, Population: 3.675)
  - Giluts'aaẅ oder Giluts'aaw (Gyilodzau) („Volk im Landesinnern“, der Name bezieht sich auf den Ort ihrer historischen Siedlung hinter einer kleinen Insel in einem Sumpf entlang des Skeena River, ihr traditionelles Territorium umfasste das Gebiet rund um Lakelse Lake sowie entlang Lakelse River, zwischen Terrace und Kitimat, der Name der Stadt leitet sich von Gitamaat – „Volk des fallenden Schnees“, der Tsimshian-Bezeichnung für die Haisla ab, seit 1834 sind sie in Lax Kw'alaams (früher: Port Simpson) ansässig)
  - Ginadoiks oder Gitnadoiks („Volk an den Stromschnellen oder des schnell fließenden Wassers“, ihr traditionelles Territorium umfasste das Flussgebiet des Gitnadoiks River, einem Nebenfluss des Skeena River, seit 1834 sind sie in Lax Kw'alaams (früher: Port Simpson) ansässig)
  - Ginaxangiik („Volk der Hemlocktanne“, ihr traditionelles Territorium umfasste das Flussgebiet des Exchamsiks River, eines Nebenflusses des Skeena River, seit 1834 sind sie in Lax Kw'alaams (früher: Port Simpson) ansässig)
  - Gispaxlo'ots oder Gispaxlawts (abgel. von git – „Volk vom/von“, spa̱ – „Ort von, Heimat von“, x – „konsumieren, essen“ sowie lo'ots – „Blauer Holunder“, d. h. „Volk vom Ort, wo Blauer Holunder gegessen wird“, ihr traditionelles Territorium umfasste ein Gebiet entlang des Skeena River zwischen den heutigen Städten Terrace und Prince Rupert, seit 1834 sind sie Lax Kw'alaams (früher: Port Simpson) ansässig, historisch waren die Gispaxlo'ots die mächtigsten und reichsten unter den Tsimshian-Stämmen, auf Grund der Heldentaten, kriegerischen Erfolgen sowie dem Reichtum ihres großen Trading Chief Ligeex – dies ist auch der Grund für die Etablierung des Hudson’s-Bay-Company-Handelsposten genau an diesem Standort als Port Simpson (heute: Lax Kw'alaams), da dies auf dem Territorium der Gispaxlo'ots und ihrer mächtigen Häuptlinge lag)
  - Gitando („Volk der Wehre“, ihr traditionelles Territorium umfasste das Flussgebiet des Exstew River, eines Nebenflusses des Skeena River, sie sind der jüngste der Tsimshian-Stämme, sie hatten sich aus Kampfbünden gegen Tlingit und Haida gebildet, um deren Raub- und Sklavenjagden gegen die Tsimshian abwehren zu können; hierbei ging es oftmals auch um die Eroberung von Jagd- und Fischgründen oder um die Herrschaft über wichtige Handelsrouten, daher sind die Gitando eng verwandt mit den benachbarten mächtigen, den Handel dominierenden, Gispaxlo'ots, seit 1834 sind sie in Lax Kw'alaams (früher: Port Simpson) ansässig)
  - Gitlaan („Volk des Kanu-Hecks“, ihr traditionelles Territorium umfasste das Flussgebiet des Zimacord River, eines Nebenflusses des Skeena River, ein Gebiet am Flussufer sah von weitem wie das Heck eines Kanus aus, daher wurden sie nach dieser Formation bezeichnet (das Gebiet entlang des Zimacord wird auch von den Gitsmḵ'eelm (Kitsumkalum) beansprucht), seit 1834 sind sie in Lax Kw'alaams (früher: Port Simpson) ansässig)
  - Gits'iis (abgel. von git – „Volk vom/von“ und ts'iis – „Fischwehr“, d. h. „Volk der Fischwehre“, eine weitere Übersetzung / Deutung des Namens Gits'iis lautet „Volk der Robbenfallen“, ihr traditionelles Territorium umfasste Gebiete rund um Khutzeymateen Inlet und Work Channel zwischen den Siedlungen Lax Kw'alaams und Kincolith, seit 1834 sind sie in Lax Kw'alaams (früher: Port Simpson) ansässig)
  - Gitwilgyoots oder Gitwilgyots („Volk, wo der Kelp wächst“, ihr traditionelles Territorium umfasste Gebiete im Gebiet des Mündungsgebiets des Skeena River, seit 1834 sind sie in Lax Kw'alaams (früher: Port Simpson) ansässig)
  - Gitzaxłaał („Volk von (einer nicht identifizierten Art von Strauch)“, ihr traditionelles Territorium umfasste das Flussgebiet des Ecstall River, eines Nebenflusses des Skeena River, einschließlich der heutigen Geisterstadt Port Essington, B.C., sowie Gebiete auf Dundas Island, seit 1834 sind sie in Lax Kw'alaams (früher: Port Simpson) ansässig)
- Gitsisayda – heutige Metlakatla First Nation[23] (Gitsisayda, abgel. von git – „Volk“ und sisayda – „Gemeinschaft“, leben heute in der Siedlung (Old) Metlakatla, ca. 7 km westlich von Prince Rupert, die nur per Boot erreichbar ist, Metlakatla (Maxłaxaała – „Salzwasser-Pass“) war einst die historische gemeinsame Wintersiedlung aller Stämme von Lax Kw'alaams (Port Simpson), die heutigen Stammesmitglieder der Metlakatla First Nation sind Nachfahren von ca. 350 Tsimshians von Lax Kw'alaams (Port Simpson) – den sog. „Nine Tribes oder Allied Tribes der Coast Tsimshian“ der heutigen Lax Kw'alaams Band – sowie einiger anderer Tsimshian-Stämme, die 1862 hier unter Führung des anglikanischen Laienpredigers William Duncan eine utopische christliche Gemeinschaft errichteten, als im gleichen Jahr die Pockenepidemie in Lax Kw'alaams (Port Simpson) wütete und Metlakatla größtenteils verschonte, wurde dies als göttliche Bestätigung durch Duncan sowie die Tsimshian gedeutet, so dass die Gemeinschaft schnell auf  1.100 Personen in 1879 anwuchs, auf Grund innerkirchlicher Streitigkeiten unternahm Duncan im Jahr 1887 mit 826 Tsimshian eine Kanufahrt nach Norden und gründete (New) Metlakatla in Alaska; obwohl beide First Nations – Metlakatla und Lax Kw’alaams – viele Indian Reserves zusammen bewohnen, sind sie jedoch zwei unabhängige First Nations, zugleich jedoch sind beide laut dem Indian Act die politischen und legalen Repräsentanten von den Mitgliedern der „Nine Tribes oder Allied Tribes“, Reserves: Avery Island #92, Dashken #22 (zusammen mit der Lax Kw'alaams Band), Edye #93, Khtahda #10 (zusammen mit der Lax Kw'alaams Band), Khyek #8 (zusammen mit der Lax Kw'alaams Band), Kshaoom #23 (zusammen mit der Lax Kw'alaams Band), Lakelse #25 (zusammen mit der Lax Kw'alaams Band), Meanlaw #24 (zusammen mit der Lax Kw'alaams Band), Rushton Island #90, S1/2 Tsimpsean #2, Scuttsap #11 (zusammen mit der Lax Kw'alaams Band), Shoowahtlans (Shawtlans) #4, Squaderee #91, Tuck Inlet #89, Tugwell Island #21, Wilnaskancaud #3, Population: 866)

### Stämme in Alaska
- Gitdoosda – die heutige Metlakatla Indian Community[24] (engl. Aussprache: „met luh kat' luh“, auch: The Metlakatla Tsimshian Tribe, Gitdoosda – „The People from across the way“ oder „Das Volk von Takw'aan/Taak'w Aan (Tlingit-Name für New Metlakatla – „Winter Town“)“, die heutigen Stammesmitglieder sind größtenteils Nachfahren von 826 Tsimshian, die unter Führung des anglikanischen Missionars William Duncan im Jahr 1887 durch eine große Kanufahrt nach Norden, die Siedlung (Old) Metlakatla in British Columbia verließen, um an der Westküste von Annette Island (Taak'w Aan) in Alaska die neue Siedlung namens (New) Metlakatla (Wil Uks T'aa Mediik – „der Ort, wo der Grizzly sitzt, auf das Meer blickend“) zu gründen. 1891 wurde die Gemeinde durch den Kongress der Vereinigten Staaten offiziell als Stamm auf Bundesebene (federally recognized tribe) anerkannt und ihnen als einziger indigener Ethnie in Alaska eine ca. 348,03 km² große Indian Reservation – die ganz Annette Island (Taak'w Aan) sowie einige angrenzende Territorien umfasst – zuerkannt. Obwohl die Mehrheit der Stammesmitglieder Tsimshian sind, gibt es auch Nachkommen von Tlingit, Haida, Aleut, Yupik sowie anderen Alaska Natives., Population lt. 2013 Department of Labor Estimate: 1.471)
- Ketchikan Indian Community (KIC)[25] (engl. Aussprache: „ket' chuh kan“, die Stadt Ketchikan an der Südwestküste von Revillagigedo Island gegenüber von Gravina Island im äußersten Südosten des Alaska Panhandle mit Misty Fjords National Monument, die hier ursprünglich ansässigen Tongass Tlingit (Taantʼa Ḵwáan – „Sea Lion Tribe“) und Cape Fox Tlingit (Saanyaa Ḵwáan – „Southward Tribe“) nutzten den Ketchikan Creek als ein Fisch-Camp, das sie als kitschk-hin (wörtlich: Bach der „donnernden Flügel eines Adlers“) bezeichneten, Ketchikan Indian Community (KIC) wurde 1940 offiziell auf Bundesebene als Stamm anerkannt (federally recognized Indian Tribe), die Mehrheit der Stammesangehörigen sind Nachfahren der ursprünglich hier ansässigen Tongass Tlingit, einiger Cape Fox Tlingit, Kaigani Haida sowie Tsimshian und gehören nach dem Alaska Native Claims Settlement Act (ANCSA) zur Gebietskörperschaft Sealaska Corporation[26], Hauptattraktionen sind das nahe Misty Fjords National Monument im Tongass National Forest, der Totem Bight State Historical Park mit der größten Ansammlung von Totempfählen der Welt, das Totem Heritage Center Museum[27] mit einer Sammlung von Totempfählen der Tlingit und Haida, die stammeseigene Tribal Health Clinic dient der medizinischen Versorgung der Stammesmitglieder sowie der benachbarten und verwandten Organized Village of Saxman der Tongass/Cape Fox Tlingit, Population lt. 2013 Department of Labor Estimate: 8.313)[28]

## Heutige Situation
Viele Tsimshian haben ihre traditionelle Kunstfertigkeit zu ihrem Beruf gemacht und ihre Feste und die Sprache werden in vielen staatlichen Schulen der Region wieder gelehrt und zelebriert. Der in Deutschland lebende Tsimshian Ed E. Bryant ist wohl der bekannteste Künstler seines Volkes. Freda Diesing (1925–2002) wurde durch ihre Holzarbeiten bekannt.
Die überwiegend in Kanada lebenden Tsimshian bekundeten schon seit 1879 ihr Interesse an einem Abkommen zur Sicherung ihrer Siedlungen und Fischgründe. Aber erst seit 1983 befinden sie sich darüber mit der kanadischen Bundesregierung und der Provinzregierung Britisch Columbias in Verhandlungen, das zum Beispiel Besitz- und Fischrechte sowie Entschädigungen für das an den Tsimshian begangene Unrecht regeln soll. Im Jahr 1997 konnten die Rahmenbedingungen für einen Vertrag festgelegt, die Details sollten anschließend in einem Grundsatzvertrag vereinbart werden. Diese Verhandlungen wurden für 16 Tsimshian-Stämme stellvertretend durch den Tsimshian Tribal Council durchgeführt, der sich jedoch Ende 2005 unter rechtlichen und politischen Schwierigkeiten auflöste. Noch ist unklar, welche Nachfolgeorganisation die Verhandlungen weiterführen kann.